# Ярич, Марко
Ма́рко Я́рич (серб. Марко Јарић; родился 12 октября 1978 года в Белграде, СР Сербия, СФР Югославия) — сербский профессиональный баскетболист. Играет на позиции атакующего или разыгрывающего защитника. Был выбран на драфте НБА 2000 года под 30-м номером клубом «Лос-Анджелес Клипперс», в НБА также выступал за клубы «Миннесота Тимбервулвз» и «Мемфис Гриззлис». Победитель Евролиги 2001 года в составе итальянского клуба «Виртус» Болонья. В составе сборной Югославии становился чемпионом Европы в 2001 году и чемпионом мира в 2002 году.

## Биография
Марко — сын Сречко Ярича, так же бывшего профессиональным баскетболистом. Заниматься баскетболом начал в белградских клубах «Црвена звезда» и «Раднички», но профессиональную карьеру начал в возрасте 18 лет в греческом клубе «Перистери». В 1998 году в составе молодёжной сборной Югославии стал чемпионом Европы среди юношей до 22 лет. Проведя в Греции два сезона, Ярич решил выставить свою кандидатуру на драфт НБА, но позже отозвал свою заявку и переехал в Италию, где стал играть за «Фортитудо» из Болоньи. С этой командой он в 2000 году стал чемпионом Италии.
В том же 2000 году Ярич вновь выставил свою кандидатуру на драфт НБА и был выбран во втором раунде под общим 30-м номером клубом «Лос-Анджелес Клипперс», но остался в Европе и перешёл в другой клуб из Болоньи, «Виртус», где образовал пару защитников с аргентинцем Эмануэлем Жинобили. В 2001 году команда выиграла чемпионат Италии (при этом Марко стал первым игроком, которому удавалось выиграть два чемпионата Италии подряд с разными командами), кубок страны и Евролигу. Также Ярич в составе сборной Югославии стал победителем чемпионата Европы, проходившего в Турции. В следующем сезона команда вновь выиграла кубок Италии, а Ярич со сборной завоевал золотые медали чемпионата мира.
В 2002 году Ярич подписал контракт с «Лос-Анджелес Клипперс» и присоединился к команде. В дебютном сезоне он играл за сборную новичков в традиционном матче между командами новичков и второгодок перед Матчем всех звёзд НБА. Всего за «Клипперс» Ярич провёл три сезона, большую часть матчей играл в стартовой пятёрке, но также пропустил значительную часть матчей из-за травм. 12 августа 2005 «Клипперс» обменяли его и Лайонелп Чалмерса в команду «Миннесота Тимбервулвз» на Сэма Касселла и право выбора в первом раунде будущего драфта.
В «Тимбервулвз» Ярич также провёл три сезона. Его роль в команде менялась — от основного до резервного защитника, его результативность немного упала по сравнению с сезонами, проведёнными в Лос-Анджелесе. 26 июня 2008 года Ярича обменяли в «Мемфис Гриззлис» в результате сложной сделки, коснувшейся восьми игроков, наиболее важными из которых были перспективные новички О Джей Майо и Кевин Лав. Дебютный сезон за «Гриззлис» стал первым для Ярича в НБА, в котором он ни разу не вышел в стартовой пятёрке.
22 декабря 2009 года испанская газета Marca сообщила, что Ярич подписал контракт с клубом «Реал Мадрид», в котором он воссоединился со своим бывшим тренером Этторе Мессиной. В сезоне 2009/2010 Ярич не принимал участия в матчах «Мемфис Гриззлис» и даже не тренировался с командой, его контракт с американским клубом был расторгнут по обоюдному согласию. В январе 2011 года перешёл в итальянскую «Сиену».

## Личная жизнь
12 июня 2008 года Ярич обручился с бразильской супермоделью Адрианой Лимой, с которой до этого встречался девять месяцев. В 2009 году пара поженилась на скромной гражданской церемонии в Вайоминге в День святого Валентина. У супругов есть две дочери — Валентина Лима-Ярич (род. 15.11.2009) и Сиенна Лима-Ярич (род. 12.09.2012). В мае 2014 года пара объявила о разводе[21].
Официальная причина развода неизвестна, однако Марко поведал в одном из интервью для Сербского телевидения, что Адриана очень ревнива[источник?]

## Статистика

### Статистика в НБА
| Сезон                                                                                    | Команда   | Регулярный сезон | Регулярный сезон | Регулярный сезон | Регулярный сезон | Регулярный сезон | Регулярный сезон | Регулярный сезон | Регулярный сезон | Регулярный сезон | Регулярный сезон | Регулярный сезон | Серия плей-офф | Серия плей-офф | Серия плей-офф | Серия плей-офф | Серия плей-офф | Серия плей-офф | Серия плей-офф | Серия плей-офф | Серия плей-офф | Серия плей-офф | Серия плей-офф |
| Сезон                                                                                    | Команда   | GP               | GS               | MPG              | FG%              | 3P%              | FT%              | RPG              | APG              | SPG              | BPG              | PPG              | GP             | GS             | MPG            | FG%            | 3P%            | FT%            | RPG            | APG            | SPG            | BPG            | PPG            |
| ---------------------------------------------------------------------------------------- | --------- | ---------------- | ---------------- | ---------------- | ---------------- | ---------------- | ---------------- | ---------------- | ---------------- | ---------------- | ---------------- | ---------------- | -------------- | -------------- | -------------- | -------------- | -------------- | -------------- | -------------- | -------------- | -------------- | -------------- | -------------- |
| 2002/03                                                                                  | Клипперс  | 66               | 12               | 20,9             | 40,1             | 31,9             | 75,2             | 2,4              | 2,9              | 1,5              | 0,2              | 7,4              | Не участвовал  | Не участвовал  | Не участвовал  | Не участвовал  | Не участвовал  | Не участвовал  | Не участвовал  | Не участвовал  | Не участвовал  | Не участвовал  | Не участвовал  |
| 2003/04                                                                                  | Клипперс  | 58               | 50               | 30,4             | 38,8             | 34,0             | 73,3             | 3,0              | 4,8              | 1,6              | 0,3              | 8,5              | Не участвовал  | Не участвовал  | Не участвовал  | Не участвовал  | Не участвовал  | Не участвовал  | Не участвовал  | Не участвовал  | Не участвовал  | Не участвовал  | Не участвовал  |
| 2004/05                                                                                  | Клипперс  | 50               | 41               | 33,1             | 41,4             | 37,1             | 72,0             | 3,2              | 6,1              | 1,7              | 0,3              | 9,9              | Не участвовал  | Не участвовал  | Не участвовал  | Не участвовал  | Не участвовал  | Не участвовал  | Не участвовал  | Не участвовал  | Не участвовал  | Не участвовал  | Не участвовал  |
| 2005/06                                                                                  | Миннесота | 75               | 49               | 28,0             | 39,9             | 30,1             | 68,8             | 3,1              | 3,9              | 1,4              | 0,3              | 7,8              | Не участвовал  | Не участвовал  | Не участвовал  | Не участвовал  | Не участвовал  | Не участвовал  | Не участвовал  | Не участвовал  | Не участвовал  | Не участвовал  | Не участвовал  |
| 2006/07                                                                                  | Миннесота | 70               | 13               | 22,2             | 41,8             | 37,6             | 76,1             | 2,6              | 2,1              | 1,1              | 0,2              | 5,3              | Не участвовал  | Не участвовал  | Не участвовал  | Не участвовал  | Не участвовал  | Не участвовал  | Не участвовал  | Не участвовал  | Не участвовал  | Не участвовал  | Не участвовал  |
| 2007/08                                                                                  | Миннесота | 75               | 56               | 29,2             | 43,0             | 36,2             | 74,2             | 3,0              | 4,1              | 1,3              | 0,4              | 8,3              | Не участвовал  | Не участвовал  | Не участвовал  | Не участвовал  | Не участвовал  | Не участвовал  | Не участвовал  | Не участвовал  | Не участвовал  | Не участвовал  | Не участвовал  |
| 2008/09                                                                                  | Мемфис    | 53               | 0                | 11,4             | 33,1             | 39,3             | 70,7             | 1,2              | 1,4              | 0,5              | 0,2              | 2,6              | Не участвовал  | Не участвовал  | Не участвовал  | Не участвовал  | Не участвовал  | Не участвовал  | Не участвовал  | Не участвовал  | Не участвовал  | Не участвовал  | Не участвовал  |
|                                                                                          | Всего     | 447              | 221              | 25,2             | 40,4             | 34,4             | 73,0             | 2,7              | 3,6              | 1,3              | 0,3              | 7,1              | Не участвовал  | Не участвовал  | Не участвовал  | Не участвовал  | Не участвовал  | Не участвовал  | Не участвовал  | Не участвовал  | Не участвовал  | Не участвовал  | Не участвовал  |
| Наведите курсор мыши на аббревиатуры в заголовке таблицы, чтобы прочесть их расшифровку. |           |                  |                  |                  |                  |                  |                  |                  |                  |                  |                  |                  |                |                |                |                |                |                |                |                |                |                |                |

### Евролига
| Сезон   | Команда     | GP | GS | MPG  | FG%  | 3P%  | FT%  | RPG | APG | SPG | BPG | PPG  |
| ------- | ----------- | -- | -- | ---- | ---- | ---- | ---- | --- | --- | --- | --- | ---- |
| 2000-01 | Болонья     | 22 | 16 | 28.7 | .439 | .309 | .697 | 3.0 | 2.3 | 2.0 | .2  | 10.4 |
| 2001-02 | Болонья     | 21 | 20 | 28.2 | .482 | .268 | .595 | 4.3 | 2.5 | 2.2 | .1  | 13.4 |
| 2009-10 | Реал Мадрид | 12 | 10 | 25.8 | .378 | .440 | .692 | 5.2 | 1.7 | 1.3 | .2  | 7.1  |
| 2010-11 | Сиена       | 12 | 3  | 12.5 | .433 | .158 | .750 | 1.4 | 1.3 | 1.0 | .0  | 5.1  |
| Всего   |             | 67 | 49 | 25.1 | .448 | .294 | .656 | 3.3 | 2.1 | 1.8 | .1  | 9.8  |